# پیتر بورگلت
پیتر بورگلت (آلمانی: Peter Borgelt؛ ‏ ۲۰ سپتامبر ۱۹۲۷ – ۱۸ مارس ۱۹۹۴) بازیگر اهل آلمان بود.
از فیلم‌ها یا مجموعه‌های تلویزیونی که وی در آن‌ها نقش داشته‌است، می‌توان به صحنه جرم و تماس با پلیس ۱۱۰ اشاره نمود.